# Palnik acetylenowo-tlenowy

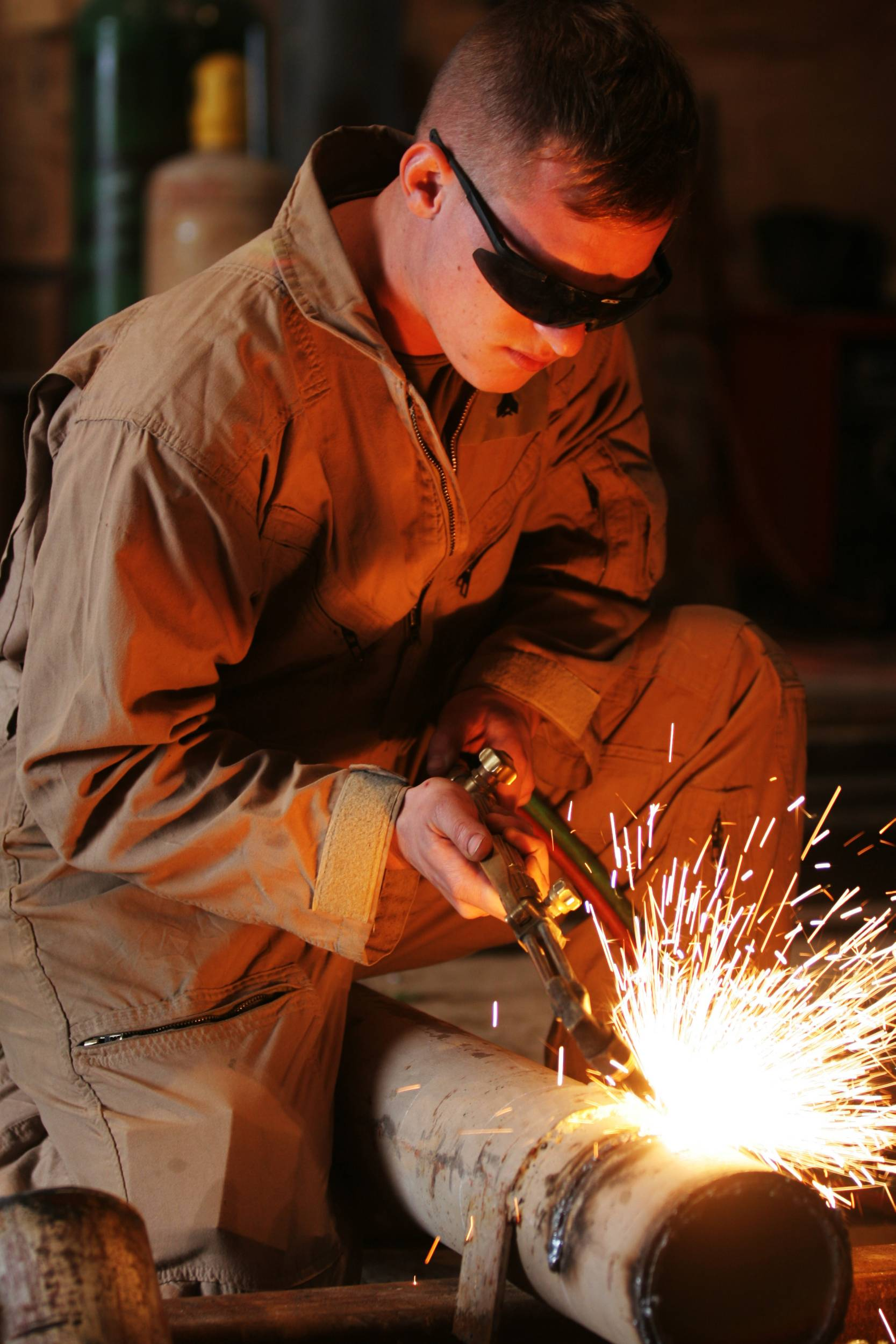
Cięcie stalowej rury palnikiem acetylenowo-tlenowym

Palnik acetylenowo-tlenowy – urządzenie techniczne do spawania i cięcia metali. Wysoka temperatura osiągana jest w wyniku spalania mieszaniny acetylenu i tlenu wylatujących z dyszy palnika. Gazy przechowywane są osobno w wysokociśnieniowych butlach (acetylen w żółtej, czasami brązowej a tlen w niebieskiej), do których przymocowane są zawory redukcyjne, gaz transportowany jest za pomocą gumowych węży do palnika.
Reakcja zachodząca w palniku to spalanie całkowite acetylenu:
2C
2H
2 + 5O
2  →  4CO
2 + 2H
2O
Temperatura osiągana w wyniku tej reakcji jest rzędu 2400–3100 °C. Wyższą temperaturę osiąga się tylko w palniku wodorowym, wykorzystującym rekombinację atomowego wodoru w wodór cząsteczkowy.